# Stary Cmentarz Żydowski w Rydze
Stary Cmentarz Żydowski w Rydze (łot. Vecie ebreju kapi, Vecā Ebreju kapsēta) – żydowski cmentarz istniejący w Rydze od XIX wieku położony między ulicami Tējas, Līksnas, Virsaišu, Ebreju (Żydowską) i Łomonosowa na tzw. Moskiewskim Przedmieściu, o powierzchni liczącej 2,7 ha. 

## Historia
W okresie II wojny światowej nekropolia wraz z położoną na niej synagogą znalazła się na terenie getta ryskiego. W 1960 władze miejskie zadecydowały o zamknięciu cmentarza, który przekształcono w Park im. Brygad Komunistycznych (Komunistisko brigāžu parks).